# Division (exposé)
La division (en latin divisio ou partitio) est une étape préliminaire d’exposé qui consiste à subdiviser le sujet à traiter en plusieurs arguments et à constituer ainsi le plan présenté à l’auditoire. La division est employée dans l’antiquité par les Grecs et les Romains pour les exposés philosophiques ou les discours. Divisio et partitio se distinguent toutefois sur le critère de l'exhaustivité : la partitio énumère les éléments qui la composent, sans forcement être complète, tandis que la divisio se veut une énumération exhaustive des composants d'un tout.

## Division philosophique
La division classique de la pensée hellénistique se fait en trois domaines majeurs, la philosophie morale, guide de l’action humaine, la logique ou détermination du Vrai, et la philosophie naturelle ou physique. Chacun de ces domaines peut à son tour faire l’objet d’une division.

## Division en rhétorique
En rhétorique, la division est une partie du discours, qui annonce l’argumentation qui va être faite. Le mode d’établissement de ce plan est théorisé dans divers traités rhétoriques : le De inventione de Cicéron, l’Institution oratoire de Quintilien.  